# 达莱姆
达莱姆（法語：Dalhem，法語發音：[dalɛm]）是比利时瓦隆大区列日省列日區的一个市镇，通行法语，是比利时法语社群的一部分，人口8172人（2018年）。